# Декарбоксилирование аминокислот
Декарбоксилирование аминокислот — процесс отщепления карбоксильной группы аминокислот в виде CO2.
Несмотря на ограниченный круг аминокислот и их производных, подвергающихся декарбоксилированию в животных тканях, образующиеся продукты реакции — биогенные амины (т. н. «трупные яды») — оказывают сильное фармакологическое действие на множество физиологических функций человека и животных.
В животных тканях установлено декарбоксилирование следующих аминокислот и их производных: тирозина, триптофана, 5-окситриптофана, валина, серина, гистидина, глутаминовой и γ-оксиглутаминовой кислот, 3,4-диоксифенилаланина, цистеина, аргинина, орнитина, S-аденозилметионина и α-аминомалоновой кислоты.
Помимо этого, у микроорганизмов и растений открыто декарбоксилирование ряда других аминокислот.
В живых организмах открыты 4 типа декарбоксилирования аминокислот:
1. α-Декарбоксилирование, характерное для тканей животных, при котором от аминокислот отщепляется карбоксильная группа, стоящая по соседству с α-углеродным атомом. Продуктами реакции являются CO2 и биогенные амины
2. ω-Декарбоксилирование, свойственное микроорганизмам. Например, из аспарагиновой кислоты этим путём образуется α-аланин:
3. Декарбоксилирование, связанное с реакцией трансаминирования: в этой реакции образуются альдегид и новая аминокислота, соответствующая исходной кетокислоте.
4. Декарбоксилирование, связанное с реакцией конденсации двух молекул: эта реакция в тканях животных осуществляется при синтезе δ-амино-левулиновой кислоты из глицина и сукцинил-КоА и при синтезе сфинголипидов, а также у растений при синтезе биотина.

Реакции декарбоксилирования в отличие от других процессов промежуточного обмена аминокислот являются необратимыми. Они катализируются специфическими ферментами — декарбоксилазами аминокислот, отличающимися от декарбоксилаз α-кетокислот как белковым компонентом, так и природой кофермента. Декарбоксилазы аминокислот состоят из белковой части, обеспечивающей специфичность действия, и простетической группы, представленной пиридоксальфосфатом (ПФ), как и у трансаминаз.
Таким образом, в двух совершенно различных процессах обмена аминокислот участвует один и тот же кофермент. Исключение составляют две декарбоксилазы: гистидиндекарбоксилаза Micrococcus и Lactobacilus и аденозилметионин-декарбоксилаза Е. coli, содержащие вместо ПФ остаток пировиноградной кислоты.
Механизм реакции декарбоксилирования аминокислот в соответствии с общей теорией пиридоксалевого катализа сводится к образованию ПФ-субстратного комплекса, представленного, как и в реакциях трансаминирования, шиффовым основанием ПФ и аминокислоты:
Образование подобного комплекса в сочетании с некоторым оттягиванием электронов белковой частью молекулы фермента сопровождается лабилизацией одной из трёх связей при α-углеродном атоме, благодаря чему аминокислота способна вступать в реакции трансаминирования (а), декарбоксилирования (b) и альдольного расщепления (с).
Далее представлены отдельные примеры декарбоксилирования аминокислот, в частности тех, продукты реакции которых оказывают сильное фармакологическое действие. Одним из хорошо изученных ферментов является декарбоксилаза ароматических аминокислот. Она не обладает строгой субстратной специфичностью и катализирует декарбоксилирование L-изомеров триптофана, 5-окситриптофана и 3,4-диоксифенилаланина (ДОФА); продуктами реакций, помимо CO2, являются соответственно триптамин, серотонин и диоксифенилэтиламин (дофамин).
Декарбоксилаза ароматических аминокислот получена в чистом виде (мол. масса 112000), кофермент — ПФ. В больших количествах она содержится в надпочечниках и ЦНС, играет важную роль в регуляции содержания биогенных аминов. Образующийся из 5-окситриптофана серотонин оказался высокоактивным биогенным амином сосудосуживающего действия. Серотонин регулирует артериальное давление, температуру тела, дыхание, почечную фильтрацию и является медиатором нервных процессов в ЦНС. Некоторые авторы считают серотонин причастным к развитию аллергии, демпинг-синдрома, токсикоза беременных, карциноидного синдрома и геморрагических диатезов.
Продукт декарбоксилазной реакции дофамин является предшественником катехоламинов (норадреналина и адреналина). Источником ДОФА в организме является тирозин, который под действием специфической гидроксилазы превращается в 3,4-диоксифенилаланин. Тиро-зин-3-монооксигеназа открыта в надпочечниках, ткани мозга и периферической нервной системы. Простетической группой тирозин-моноокси-геназы, как и дофамин-монооксигеназы (последняя катализирует превращение дофамина в норадреналин) является тетрагидробиоптерин, имеющий следующее строение:
Физиологическая роль тирозин-3-монооксигеназы чрезвычайно велика, поскольку катализируемая этим ферментом реакция определяет скорость биосинтеза катехоламинов, регулирующих деятельность сердечно-сосудистой системы. В медицинской практике широко используются ингибиторы декарбоксилазы ароматических аминокислот, в частности α-метилдофа (альдомет), вызывающий снижение артериального давления.
В животных тканях с высокой скоростью протекает декарбоксилирование гистидина под действием специфической декарбоксилазы.
Гистамин оказывает широкий спектр биологического действия. По механизму действия на кровеносные сосуды он резко отличается от других биогенных аминов, так как обладает сосудорасширяющим свойством. Большое количество гистамина образуется в области воспаления, что имеет определённый биологический смысл. Вызывая расширение сосудов в очаге воспаления, гистамин тем самым ускоряет приток лейкоцитов, способствуя активации защитных сил организма. Кроме того, гистамин участвует в секреции соляной кислоты в желудке, что широко используется в клинике при изучении секреторной деятельности желудка (гистаминовая проба). Он имеет прямое отношение к явлениям сенсибилизации и десенсибилизации. При повышенной чувствительности к гистамину в клинике используют антигистаминные препараты (димедрол и др.), оказывающие влияние на рецепторы сосудов. Гистамину приписывают также роль медиатора боли. Болевой синдром — сложный процесс, детали которого пока не выяснены, но участие в нём гистамина не подлежит сомнению.
В клинической практике широко используется, кроме того, продукт α-декарбоксилирования глутаминовой кислоты — γ-аминомасляная кислота (ГАМК). Фермент, катализирующий эту реакцию (глутаматдекарбокси-лаза), является высокоспецифичным.
Интерес к ГАМК объясняется её тормозящим действием на деятельность ЦНС. Больше всего ГАМК и глутаматдекарбоксилазы обнаружено в сером веществе коры большого мозга, в то время как белое вещество мозга и периферическая нервная система их почти не содержат. Введение ГАМК в организм вызывает разлитой тормозной процесс в коре (центральное торможение) и у животных приводит к утрате условных рефлексов. ГАМК используется в клинике как лекарственное средство при некоторых заболеваниях ЦНС, связанных с резким возбуждением коры большого мозга. Так, при эпилепсии хороший эффект (резкое сокращение частоты эпилептических припадков) даёт введение глутаминовой кислоты. Как оказалось, лечебный эффект обусловлен не самой глутаминовой кислотой, а продуктом её декарбоксилирования — ГАМК.
В животных тканях с высокой скоростью декарбоксилируются также два производных цистеина — цистеиновая и цистеинсульфиновая кислоты. В процессе этих специфических ферментативных реакций образуется таурин, который используется в организме для синтеза парных желчных кислот.
Следует указать ещё на два недавно открытых в тканях животных фермента, катализирующих декарбоксилирование орнитина и S-аденозил-метионина: орнитиндекарбоксилазу и аденозилметиониндекарбоксилазу.
Значение этих реакций для тканей животных огромно, поскольку продукты реакций используются для синтеза полиаминов — спермидина и спермина.
Полиамины, к которым относят также диамин путресцин, играют важную роль в процессах клеточного роста и дифференцировки, в регуляции синтеза ДНК, РНК и белка, стимулируя транскрипцию и трансляцию, хотя конкретный механизм участия их в указанных процессах не всегда ясен.
Таким образом, биогенные амины являются сильными фармакологически активными веществами, оказывающими разностороннее влияние на физиологические функции организма. Некоторые биогенные амины нашли широкое применение в качестве лекарственных препаратов.
Распад биогенных аминов. Накопление биогенных аминов может отрицательно сказываться на физиологическом статусе и вызывать ряд существенных нарушений функций в организме. Однако органы и ткани, как и целостный организм, располагают специальными механизмами обезвреживания биогенных аминов, которые в общем виде сводятся к окислительному дезаминированию этих аминов с образованием соответствующих альдегидов и освобождением аммиака:
Ферменты, катализирующие эти реакции, получили название моноамин и диаминоксидаз. Более подробно изучен механизм окислительного дезаминирования моноаминов. Этот ферментативный процесс является необратимым и протекает в две стадии:
R-CH2-NH2+ Е-ФАД + H2О —→ R-CHO + NH3+ Е-ФАДН2 (1)
Е-ФАДН2 +О2 —→ Е-ФАД + Н2О2 (2)
Первая (1), анаэробная, стадия характеризуется образованием альдегида, аммиака и восстановленного фермента. Последний в аэробной фазе окисляется молекулярным кислородом. Образовавшийся пероксид водорода далее распадается на воду и кислород. Моноаминоксидаза (МАО), ФАД-содержащий фермент, преимущественно локализуется в митохондриях, играет исключительно важную роль в организме, регулируя скорость биосинтеза и распада биогенных аминов. Некоторые ингибиторы моноаминоксидазы (ипраниазид, гармин, паргилин) используются при лечении гипертонической болезни, депрессивных состояний, шизофрении и др.